# Копальня Кольменар-де-Ореха
Копальня Кольменар-де-Ореха — виробничий майданчик в Іспанії, який здійснює видобуток сульфату натрію. Також відомий як копальня «Фатіма».
Розробку покладів глаубериту в Кольменар-де-Ореха організували через компанію S.A.U Sulquisa, що належить до групи MINERSA (Minerales y Productos Derivados, також відома флюоритовими копальнями та заводом хімії фтору в Онтоні).
Перша черга копальні проєктною потужністю 100 тисяч тонн сульфату натрію на рік стала до ладу в 1982-му, а в 1987-му запустили другу чергу тієї ж потужності. Відомо, що в 1992-му фактичний випуск цільового продукту (сульфат натрію чистотою від 99,5 % до 99,8 %) становив 119 тисяч тонн.
У 2003-му стала до ладу третя черга, яка довела потужність копальні до 300 тисяч тонн на рік.
Розробку провадять відкритим способом. Розкривні роботи дозволили дістатись товстого — до 27 метрів — глауберит-ангідритового шару, на поверхні якого облаштовано ставки для розчинення цієї породи. Дали розсіл відкачується насосами та подається до цеху випаровування, де отримують товарний продукт.